# Evàgores I
Evàgores o Evàgoras I (en grec antic: Εὐαγόρας, llatí: Evagoras) fou un rei de Salamina de Xipre. Era probablement fill de Nícocles.
La seva família es considerava descendent de Teucre, el mític fundador de Salamina, i els seus ancestres eren governants hereditaris de la regió des de feia segles sota sobirania persa, excepte a partir d'un període (que no es pot datar) en què van ser expulsats per un exiliat fenici que va assolir el poder i el va transmetre als seus descendents.
Quan Evàgores va néixer, Salamina estava governada per un descendent del fenici. Era Evàgores jove quan un home anomenat Abdimó, nadiu de Cítion, va organitzar una revolució, va assassinar al sobirà i es va proclamar tirà al seu lloc. Abdimó va voler detenir a Evàgores, potser per prevenir una reclamació d'un hereu legítim, però es va poder escapar a Cilícia on va reunir un petit grup de seguidors amb els quals va tornar secretament a Salamina, va atacar sobtadament el palau reial, va eliminar la guàrdia i va matar a Abdimó, segons diu Diodor de Sicília. Evàgores es va proclamar rei i no va trobar oposició. Sembla que Pèrsia el va mirar amb desconfiança, ja que la dinastia fenícia enderrocada havia estat molt lleial a Pèrsia.
El seu panegirista Isòcrates d'Atenes diu que el seu govern va ser suau i just i que va promoure la prosperitat en tots els camps restaurant la civilització i costums hel·lènics. El poder de Salamina es va reforçar i va crear una poderosa flota.
En aquesta situació el 405 aC, després de la batalla d'Egospòtamos, el general atenès Conó es va refugiar a Salamina amb les resta de les seves naus. Evàgores, que havia rebut la ciutadania atenenca en recompensa per algun servei anterior, i era amic personal de Conó, el va rebre, i va defensar la causa atenenca. És possible que fes de mediador amb el rei de Pèrsia Artaxerxes II per permetre el suport de la flota fenícia als atenencs, i va dirigir en persona l'esquadró amb el qual es va unir a les forces de Conó i de Farnabazos II a la batalla de Cnidos l'any 394 aC, segons Xenofont. Atenes li va dedicar una estàtua al Ceramic, al costat de la de Conó.
Ctèsies diu que abans d'aquesta batalla ja havia demanat l'ajut persa en un conflicte amb un dels petits regnes de Xipre. Evàgores va estendre en poc temps el seu domini sobre diversos petits regnes veïns. Teopomp diu que Pèrsia va decidir finalment enderrocar a Evàgores, però no es va trobar en disposició de fer-ho fins després de la pau d'Antàlcides el 387 aC, ja que la flota d'Evàgores s'havia reforçat molt i fins i tot va arribar a saquejar la costa de Fenícia i va ajudar els cilicis en una revolta contra Pèrsia i segons Isòcrates i Diodor de Sicília es va apoderar fins i tot de Tir.
Finalment, els perses van reunir un gran exèrcit dirigit per Tirabazos i Orontes i es va lliurar una desigual batalla en la qual Evàgores, en inferioritat, va ser derrotat i la resta de l'illa de Xipre va caure en mans dels dos sàtrapes, romanent Evàgores assetjat a Salamina.
Els generals perses no van aconseguir prendre la ciutat per les lluites entre els dos caps, i Evàgores va restar rei de Salamina alguns anys mes. Van cridar Tirabazos a la cort persa per les intrigues d'Orontes i aquest darrer va signar la pau amb el rei xipriota i el va reconèixer sobirà. Evàgores va poder conservar el seu petit regne (385 aC).
Evàgores va viure deu anys més i va morir assassinat l'any 374 aC junt amb el seu fill gran Pnitàgores, per un eunuc de nom Trasideu, a causa d'una ofensa privada. El segon fill, Nícocles, el va succeir sense oposició.